# Освещение в фотографии
Освещение бывает направленным, рассеянным и комбинированным.
- Направленный свет — свет, дающий на объекте резко выраженные света́, тени и в некоторых случаях блики.
- Рассеянный свет — свет, равномерно и одинаково освещающий все поверхности объекта, вследствие чего на них отсутствуют тени, блики и рефлексы.
- Комбинированное освещение представляет собой сочетание направленного и рассеянного света.

Уменьшение общей освещённости изменяет соотношение между яркостями свето́в и теней: яркость свето́в убывает быстрее, чем теней. Это происходит за счёт некоторого освещения теней рассеянным светом. Таким образом, уменьшение общей освещённости вызывает одновременно и уменьшение контраста.
Освещение является простым, если свет имеет одно направление, и сложным, если он идет по нескольким направлениям, от двух и более источников.
Освещение будет жёстким, когда источником света является вольтова дуга или электролампа без арматуры; смягчённым — если он заслонен полупрозрачным экраном (из бумаги, молочного стекла, лёгкой ткани), и мягким — когда он заключён в широкий софит с полупрозрачным экраном.
Вид освещения сказывается на очертании теней и характере рельефа. При жёстком освещении границы теней очень точно очерчены, а рельеф объекта преувеличивается — создается впечатление, что все впадины углубились. Смягчённое освещение размывает контуры теней и уменьшает рельефность объекта. Мягкое освещение ещё более увеличивает этот эффект.
Если источник света близко расположен к освещаемому телу, то тени будут конусообразными и резко очерченными. Если два источника света посылают в пространство взаимно перекрещивающиеся лучи, то они дадут тень и полутень, которые смягчат контраст изображения.
Лучи, падающие на поверхность объекта под углом больше 45°, дают прямое освещение, а под меньшим — косое.
Косое освещение подчёркивает форму предметов и хорошо выявляет их детали. Его разновидностью является скользящее освещение, когда угол падения на поверхность объекта близок к нулю градусов. Скользящее освещение особенно чётко выявляет фактуру объекта. Для смягчения контраста при скользящем освещении дают дополнительное прямое освещение объекта съёмки, но от более слабого источника света, чем источник скользящего освещения.
При освещении искусственными источниками света крупных планов (портретов, натюрморта и т. д.) пользуются следующими видами освещения:
- Заполняющий, или общий свет — равномерное, рассеянное, бестеневое освещение объекта, имеющее достаточную интенсивность для короткой выдержки. Осуществляется комбинацией источников верхнего и переднего света.
- Рисующий, или ключевой свет — пучок света, направленного на объект или его сюжетно важную часть. Его задача — создание основного светового эффекта. Такой свет должен давать бо́льшую освещённость на освещённом участке объекта по сравнению с освещённостью общего света. Самостоятельно рисующий свет употребляется редко, так как он даёт контрастное освещение, затрудняющее проработку деталей в тенях или света́х из-за большого интервала яркостей.
- Моделирующий, или акцентный свет — узкий направленный пучок света малой интенсивности, используемый для получения бликов, улучшающих передачу объёма объекта и подсветки теней с целью их смягчения, а иногда и полного устранения. Назначение моделирующего света — улучшение градации светотени. Прибором для моделирующего света служит глубокий узкий софит с обыкновенной лампой накаливания небольшой мощности или обычный софит с надетым на него тубусом.
- Контрово́й свет — задний скользящий свет, используемый для выделения контура объекта от фона. Таким светом выявляют форму всего объекта или какой-либо его части. Источник контурного света помещают позади объекта на близком расстоянии от него. Получают тонкую линию светового контура, которая расширяется с удалением источника света от объекта.
- Контражурный, или контурный свет — разновидность контрового, расположенная прямо за объектом. Нередко фотографируют в контражурном солнце — при этом либо получается силуэт, либо как-то подсвечивают передний план. Искусственный контражурный свет используется нечасто, если у объекта есть просвечивающие части — пышная причёска на портрете, полупрозрачная бутылка пива в рекламном фото… В качестве прибора для контурного света используют софит со средним диаметром рефлектора.
- Фоновый свет — свет, освещающий фон, на котором проецируется объект. Освещённость фона должна быть меньше, чем освещённость, даваемая общим и рисующим светом. Фоновый свет бывает равномерным и неравномерным. Обычно его распределяют так, чтобы светлые участки объекта рисовались на тёмном фоне, а тёмные — на светлом. Для равномерного освещения фона используют источники света в широком софите, а для создания на нем световых пятен, — в узком софите. Прекрасные результаты смягчения света дает отраженный свет, для этого используются зонты с отражающей поверхностью и плоские отражатели изготовленные из белой ткани на каркасе.

## Стандартные схемы света
Трёхточечный светСтандартная схема из трёх источников: рисующий с контровым, например, слева, и заполняющий справа.
Четырёхточечный светТрёхточечная + фоновый источник.
Силуэтный светНесколько фонарей, освещающих фон. Для съёмки хорошего силуэта нужна большая студия с бесшовным фоном.
Рембрандтовский светДостаточно жёсткий рисующий свет, идущий сверху-сбоку и дающий на противоположной щеке характерное световое пятно (сам Рембрандт для этого пользовался отверстием в крыше).
Голливудский светРисующий свет непосредственно над фотоаппаратом и заполняющий непосредственно под.